# Ceratothoa marisrubri
Ceratothoa marisrubri är en kräftdjursart som beskrevs av Trilles, Colorni och Daniel Golani 1999. Ceratothoa marisrubri ingår i släktet Ceratothoa och familjen Cymothoidae. Inga underarter finns listade i Catalogue of Life.